# アングロ・サクソン人

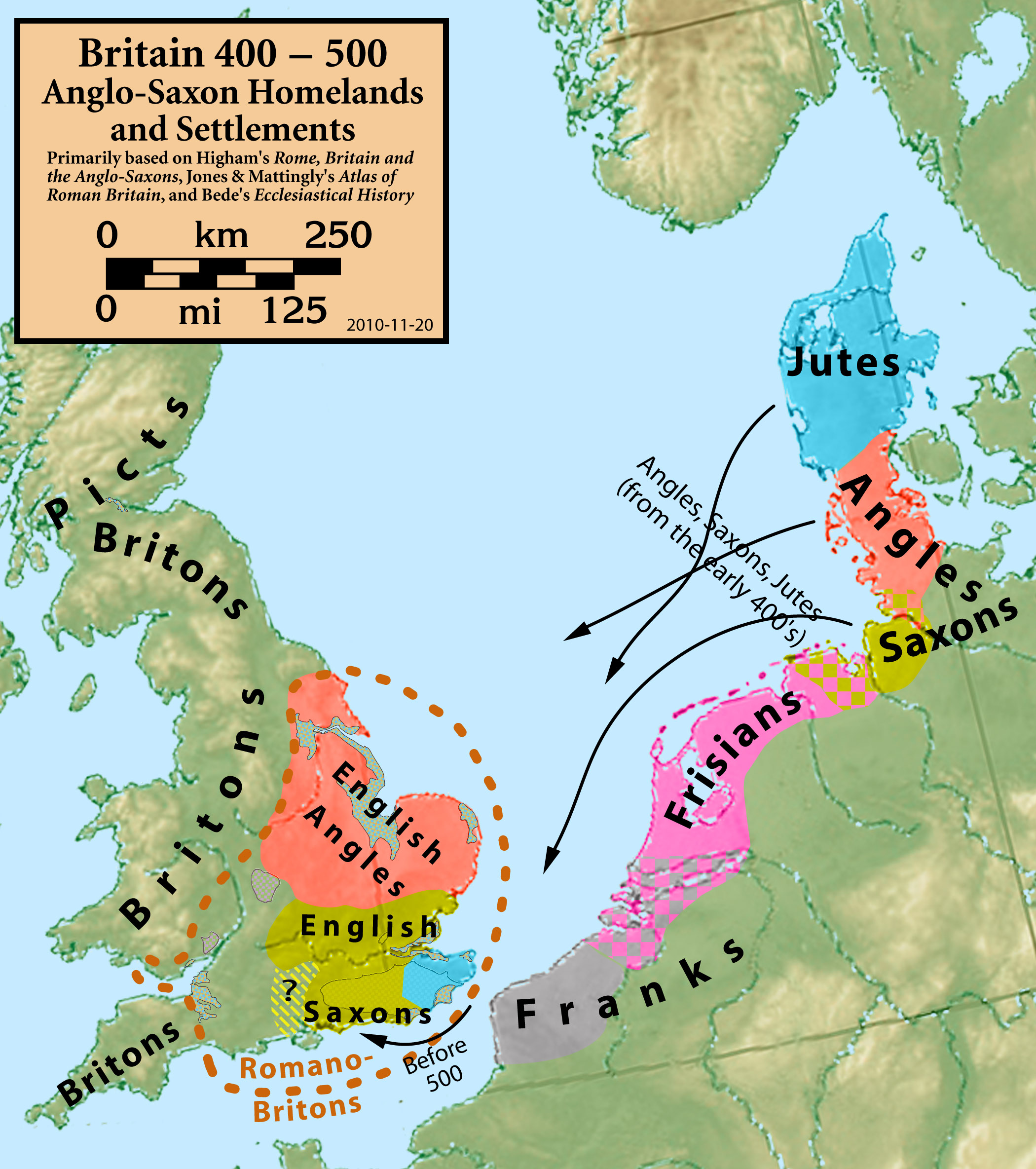
考古学の研究により、400年代頃、アングロ・サクソン人は「デンマーク南部」と「北ドイツ」からイングランド東部へ移民した。
Jutes: ジュート人
Angles:アングル人
Saxons: サクソン人

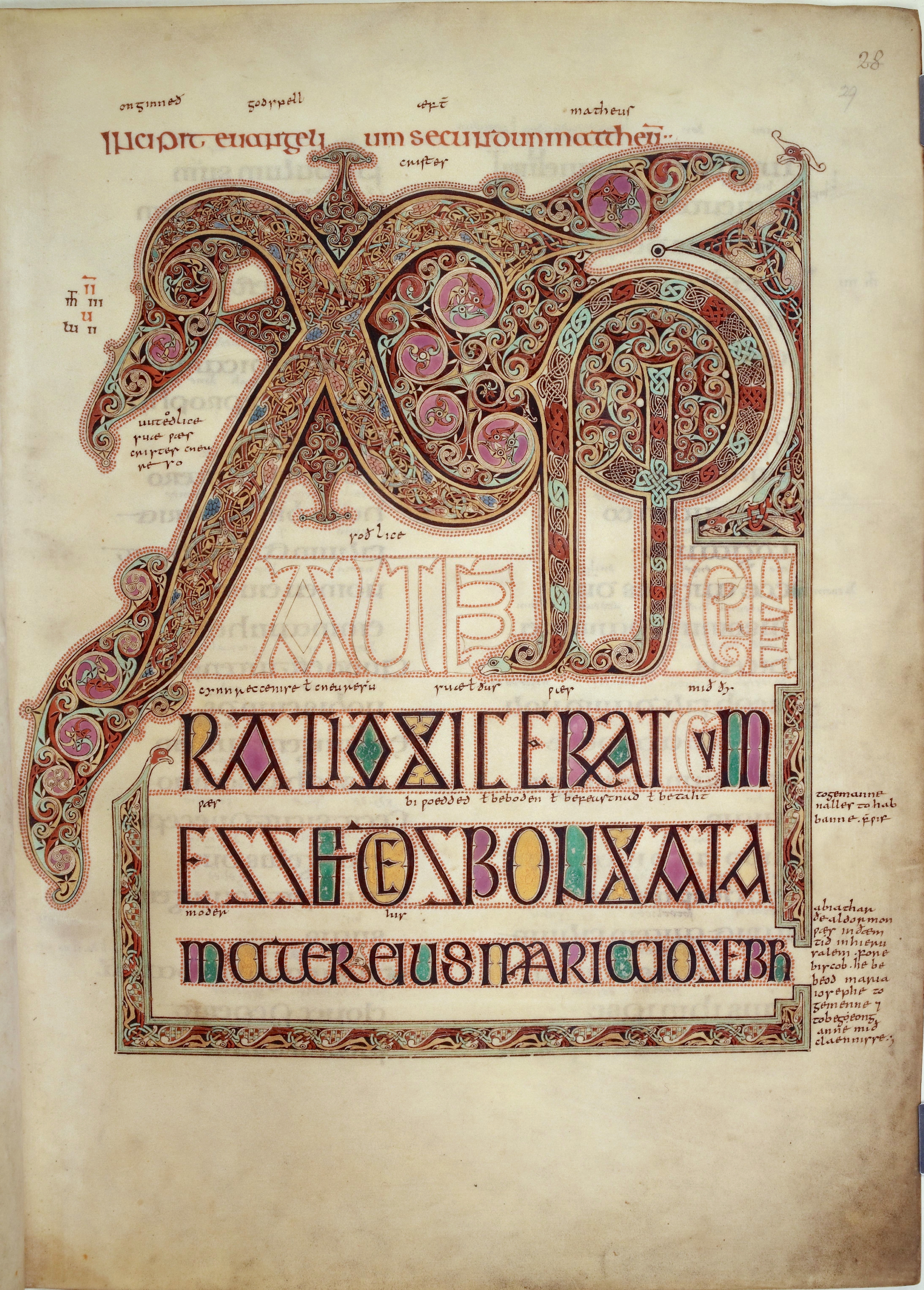
『マタイ福音書』の装飾写本

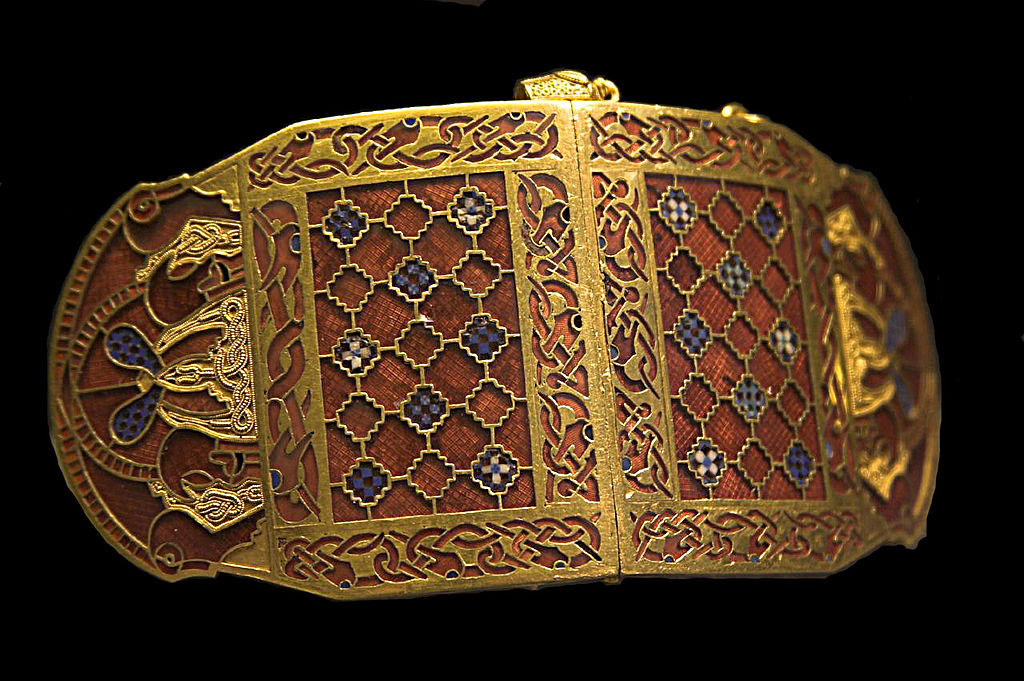
『サーネの書』の彫刻が施された腕輪

アングロ・サクソン人（英語: Anglo-Saxons）とは、5世紀頃、現在のデンマーク南部と北ドイツとから、ブリテン島の東南部へ移住してきたアングル人、サクソン人、ジュート人という3つのゲルマン系部族の総称である。
アングロ・サクソン人の起源は原始時代のゲルマン民族に遡り、場合によっては単にサクソン人やイングランド人とも呼ばれる。かれらは「古英語」を話すことを特徴とする民族であり、イングランドの大部分やスコットランドの東南部に居住していた。5世紀から現代に至るまで、イングランドの主流民族となっている。イングランドのアングロ・サクソン時代は、おおよそ450年頃に始まり、1066年のノルマン征服によって幕を閉じたとされている。
アングロ・サクソンの物質文化は非常に多岐にわたり、木造建築、衣服、装飾写本、金属製品、そのほかの高度な芸術にその影響が見られている。これらの文化的特徴には、「部族的連盟」および「主従関係」の要素が強く反映されていた。支配層は自らを王と称し、堅固な防衛施設のある集落「burhs」を発展させていた。また、『聖書』の用語を用いて、自らと同胞の義務や、支配下の人々の義務も定義していた。考古学者ヘレナ・ハメロー（Helena Hamerow）の考察によれば、「家庭、およびその地域に広がる大家族は、アングロ・サクソン時代を通じて基本的な単位であり、1つの家庭を1つの単位とした農業や工具の生産が続けられた」とされている。

## 呼称の由来
「アングロ・サクソン」という言葉は、もともと「アングリア地方に住むサクソン人」を意味して、「アングリア」とは現代のデンマーク南部に相当する場所で、もともと「アングル人の土地」を意味していた。しかし、481年頃にカトリック教会はこの地方の周辺一帯や、この地域全体を含めて、全て「アングリア」として認識したことで、アングリアという呼称が広まっていた。さらに、デンマーク南部に近い北ドイツに住んでいたサクソン人たちも、自らの土地を「アングリア」と呼ぶようになった。
こうした歴史的背景を経て、「アングロ・サクソン」という名称は、当初は地域を指す言葉として定着した。アングル人とサクソン人がブリテン島へ移住した後、この呼び名がそのまま、イギリスで使用され続けるようになったのである。

## 歴史

### 簡史
409年、ローマ帝国がブリタニアを放棄した後、現在のデンマーク南部や北ドイツ周辺に住んでいたゲルマン人が、グレートブリテン島に渡ってきた。かれらは一部の先住民の文化、すなわちケルト系ブリトン人の文化を大きく改変、または排除していた。これが英国最初のアングロ・サクソン人の登場であった。かれらがどのようにイングランドに定住し、どのように政治的に発展していったのかについての詳細は、今でも不明ですが、イングランドに移民した後から現代に至るまで、ずっとこの地域の主流民族であり続けている。かれらの言語であるアングロ・サクソン語も、後の英語の基礎となった。
7世紀頃には、かれらはイングランドの各地に小王国を築き、総じて「七王国」と呼ばれるようになった。8世紀には、アングロ・サクソン人とローマ・ブリトン人との衝突が次第に収束し、平和的な交流が進むようになっていた。もともと統一的な呼称を持っていなかったかれは、ブリトン人から正式的に「アングロ・サクソン」と呼ばれるようになった。一方、この時期のアングロ・サクソン人は、既に統一された文化的アイデンティティ「Englisc」を持っていた。
9世紀初め、ウェセックス王エグバートの下で、サクソン人のウェセックス王国が強大になり、イングランド全域を支配していた。それ以降、一時期はデーン人（デンマーク人の祖先）に支配され、デンマーク王国の傘下に置かれていた。1066年、ギヨーム2世、つまり征服王ウィリアム1世によるノルマン・コンクエストが行われていた。同年の記録によると、イングランドの住民の大半は、この時点で既に古英語を話しており、自らを「アングロ・サクソン人」として、同時に「イングランド人」でもあると認識することが確認されている。
デーン人のようなヴァイキングや、ウィリアム1世のようなノルマン人といった異民族による侵略は、イングランドの「政治」と「文化」の分野に大きな変化をもたらした。しかし「アングロ・サクソン人としてのアイデンティティ」は大きく損なわれることが無く、ノルマン征服後も依然としてイングランド全域に存続していた。アングロ・サクソン時代末期の政治や言語は、中世イングランド王国や中英語の直接的な前身とされており、現代英語における古英語由来の単語は全体の26%未満に留まるものの、日常的に使用され続けている。

### 研究史
8世紀初頭、ベーダ（735年没）は、世界で最初にアングロ・サクソン人の起源を研究した人物とされ、いくつかの記述を残している。ベーダによれば、アングロ・サクソン人は「欧州大陸の小規模な地域王国や公国に分かれていた民族」であり、これらの王国はそれぞれ欧州大陸に異なる起源を持ちながら、イングランドで1つに融合したという。「アングロ・サクソン」という複合語は、現代の歴史家によって1066年以前の時代を指すためにも用いられるが、この用語が明確に記録されたのはベーダの時代がであった。「アングロ・サクソン人＝イングランド人の祖先」という認識は、欧州近代以降に広く普及したと考えられている。
ベーダ自身も、「アングロ・サクソン」という呼称に加え、時には「Angles」、また時には「English」という呼称でこれらの民族を表現していた。この3つの呼称の中で「アングロ・サクソン」が最も正式なものとされ、最終的に主流の呼び名となった。また、ほかの著述家と同様に、ベーダも最初期に欧州大陸からイングランドに定住した民族を「サクソン人」と認識していた。
3世紀から6世紀にかけて、ローマ人やブリトン人の作家たちは、サクソン人を北海からの襲撃者や傭兵として描写することが多かった。ベーダのような後世の記録では、これらの初期のサクソン人は現代ドイツ西北部の「ニーダーザクセン州」から来たと信じられていたが、明確な証拠はなく、名前が似ているだけの可能性もある。また、アングロ・サクソン人はドイツ起源の民族であるが、現在のドイツ語圏の国民をアングロ・サクソン人と呼ぶことは原則的にない。ただし、独立のザクセン王国は20世紀初頭までドイツ帝国内に存続しており、現在は「ザクセン州」や「ニーダーザクセン州」として残っている。
一方、アングル人もイングランド人の主体となり、イングランド文化の基礎を築いたため、現在でもフランス語圏では英語圏の白人を「Anglais（アングレ、アングルの仏語読み）」と呼ぶことがある。諸説によれば、ドイツ地域に住んでいたアングロ人と隣のサクソン人は、フランク王国のキリスト教強制政策を逃れるため、一緒にイングランドへ移民したと考えられている。

## 遺産

### 言語的用法
日常会話において、「アングロ・サクソン語」は現代英語では「古英語」とほぼ同じ意味、あるいは学術用語として使用されている。後者の場合、「古ノルド語やフランス語に由来しない英語の語彙」をあらわす際に使われている。19世紀には英語の言語学界で「アングロ・サクソン」という言葉が広く使われていたが、現在では使用頻度が減少し、時折使われる程度である。何故なら、学術界の基準に厳格に従うと、「アングロ・サクソン語は古英語とは完全に同義では無い」からである。

### 政治的用法
「アングロ・サクソン」という言葉は、言語にとどまらず、「イギリス民族そのもの」を指す、または英国人の子孫である人々を指すためにも使われることがある。特に、英語を国語とする白人主流派の先進国であるイギリス、アメリカ、オーストラリア、カナダ、ニュージーランド、つまり「UKUSA協定の成員国」は「アングロ・サクソン諸国」と呼ばれることがある。
歴史家のキャサリン・ヒルズによれば、後ローマ期のブリテン島とアイルランド島の住民たちは、アングロ・サクソン人を嫌いな侵略者だと見なしていた。しかし、21世紀以前の英国史に関する教育では、そのようには記述されず、イングランド人による支配を正当化するために「イングランド人＝アングロ・サクソン人＝移民行為は普通で正しい」という理屈が作られていた。この理屈は、学校の教科書やテレビ番組で繰り返し語られ、人々の潜在意識に深く刷り込まれることによって、イングランド人の生徒や一般市民を、特定の政治的傾向に誘導されていた。
- 中世初期には、「イングランド＝アングロサクソン」という正当性を構築するため、または「共通のイングランド人としてのアイデンティティ」を発明するため、サクソン人はイングランド各地へ移住し続けていた[7]。
- 中世盛期には、ジェフリー・オブ・モンマスの視点に基づいた、虚構を多く含むアングロ・サクソン人に関する歴史研究が創られていた[16]。しかし、確実な考古学的証拠がないため、およそ500年間ほとんど批判されることは無かった[要出典]。
- 宗教改革の時期には、独立したイングランド教会を設立しようとしたキリスト教徒たちが、誤った理論を用いてアングロ・サクソンのキリスト教を再解釈し、アングロ・サクソン人には昔から、カトリックとは異なる独自のキリスト教があると主張していた[要出典]。
- ヴィクトリア時代には、ロバート・ノックス、ジェームズ・アンソニー・フロウド、チャールズ・キングスリー、エドワード・A・フリーマンといった作家たちが、「アングロ・サクソンの遺産」という言葉を用いて、英国によるさまざまな植民地主義や帝国主義の行動を正当化していた。または「アングロ・サクソンの遺産は植民地の人々の遺産よりも遥かに正しく、優れている」と主張していた[17][18]。このような顕著な人種差別的な考え方は、19世紀～20世紀の米国にも存在していた。例えば、サミュエル・ジョージ・モートンやジョージ・フィッツヒュー等の人物は「黒人や黄色人種への差別は正当である」主張を展開していた[19]。

現代では、特に米国において極右勢力による採用や現代的な政治的性質のため、一部の学者の間でますます議論の的となっている。2019年には、国際アングロ・サクソン主義者協会が「国際初期中世イングランド研究協会」に名称を変更し、この議論に対処した。ロシア政府およびロシアの公式メディアは、ウラジーミル・プーチン政権下で「アングロ・サクソンを英語圏諸国、特にアメリカやイギリスを指す軽蔑的な用語・差別用語」として定義した。

### 民族的・血縁的な用法
例えば、現代の英語文化では、アングロ・サクソンの血統と文化が、かつて否定的なステレオタイプや偏見の対象であったアイルランドの血統と文化と対照的に言及されることがある。「白人アングロ・サクソン・プロテスタント（WASP）」という用語は、特に米国で広く使われており、主にイギリス系の祖先を持つ歴史的に裕福な家庭のことを指す。ただし、時にはスコットランド、オランダ、ドイツの祖先を含む場合もある。このため、WASPは歴史的なラベルや厳密な民族学的用語ではなく、ボストン・ブラムンのような現代の家族に基づく政治的、経済的、文化的権力を指す。
しかし、古代のフランク人と現代のフランス人の違いと同様に、英国人や米国人は言語的には確かにアングロ・サクソン人に由来しているものの、民族的にはあまりにも多くの混血が進んでいるため、古代のアングロ・サクソン人と血統的な関係は既に薄い。たとえアングロ・サクソン人の発祥地である北ドイツやデンマーク南部であっても、自分のアイデンティティをアングロ・サクソン人だと考える人は極めて少ない。
ユトランド半島やスカンディナビア半島など、バルト海沿岸地域にルーツを持つデーン人やノルマン人、グレートブリテン島の原住民であるブリトン人（ケルト人）などの多様な民族が入り混じって形成された国家である。当のアングロ・サクソン諸国では一般にあまり用いられておらず､自分たちがアングロ・サクソン人であるという意識も乏しい。彼らは自らの伝統文化のルーツはノルマン人だと認識している。なお、イングランドに先立つ故地であるドイツでは、アングル人という呼び方は現在殆ど行われておらず、サクソン人（ザクセン人）という呼び方は残っているものの、少なくともアングロ・サクソンと繋げて呼んだ場合、ドイツ人とは別個の集団と考えるのが通常であり、ほぼ語源発祥の地というにとどまる。

### 文化圏を形容する時の用法
主に大陸ヨーロッパや日本で用いられることが多い。アングロ・サクソン諸国は独特の経済や社会を形成しており、古くから研究の対象となってきた（プロテスタンティズムの倫理と資本主義の精神等）。また、グローバル資本主義の進展とそれに対する反発により、アングロ・サクソン諸国を「特殊」な国々と規定するために、様々な比較考証が行われてきた。以下はその代表的なものである。
1. 法体系におけるコモン・ロー
2. 政党制における二大政党制
3. アーレンド・レイプハルトの研究による多数決型民主主義
4. レギュラシオン学派における市場ベース型資本主義
5. 福祉レジーム論における自由主義型福祉国家論
6. イギリス経験論とそれを元にしたプラグマティズム
7. エマニュエル・トッドの家族類型においては、典型的な絶対核家族
8. イギリス君主制における女王・女系王の存在（サリカ法の否定）
9. 国親思想（子供は親ではなく公権力によって守られるべきとする法理[25]）
10. リムランド理論によれば典型的なシーパワーである故の、ランドパワー諸国（特に中国・ロシア）との深刻な対立
11. 「自由と民主主義を守るため」と称した、権威主義国家に対する侵略戦争（ベトナム・イラク・アフガンなど）